# 第24步兵師 (德國國防軍)
德國國防軍陸軍第24步兵師（德語：24. Infanterie-Division）是納粹德國國防軍陸軍的一個步兵師。該師於1935年10月在开姆尼茨組建。
第二次世界大戰期間，該師參與入侵波蘭、入侵法國行動。1941年6月，該師參與巴巴羅薩行動，此後該師一直在東線作戰。
該師最後於1945年5月在庫爾蘭口袋被圍投降解散。

## 註腳
1. ↑  Mitcham（2007年）